# Andorrai labdarúgókupa
Az andorrai labdarúgókupa vagy andorrai kupa (hivatalos nevén Copa Constitució) a legrangosabb nemzeti labdarúgókupa Andorrában, amelyet először 1991-ben rendeztek meg. A legsikeresebb klub az FC Santa Coloma, amely eddig 9 alkalommal hódította el a trófeát.
Az 1995–96-os szezon óta az Európai Labdarúgó-szövetség (UEFA) és a Nemzetközi Labdarúgó-szövetség (FIFA) által elismert verseny, a kupa győztese jogán Andorra csapatot indíthat a rangosabb európai labdarúgótornákon.

## Rendszere
Az andorrai labdarúgókupában minden első és másodosztályban szereplő felnőtt csapatok vehetnek részt, és a 2000-es évek óta öt körből áll. Az első fordulóban a másodosztály nyolc csapata vesz részt, majd a másodikban az élvonal alsóházi rájátszásának négy csapata, a negyeddöntőkben pedig az első osztály felsőházi rájátszásának négy csapata csatlakozik. A továbbjutásról az első két körben egy, a negyeddöntőben és az elődöntőben két mérkőzés, a trófeáról pedig újfent egy mérkőzés dönt.

## Eddigi győztesek
| Szezon | Győztes                 | Eredmény              | Ezüstérmes            |
| ------ | ----------------------- | --------------------- | --------------------- |
| 1991   | FC Santa Coloma         | nem ismert            | nem ismert            |
| 1992   | nem ismert              | nem ismert            | nem ismert            |
| 1993   | nem ismert              | nem ismert            | nem ismert            |
| 1994   | Principat               | nem ismert            | nem ismert            |
| 1995   | Principat               | nem ismert            | nem ismert            |
| 1996   | Principat               | 2–0                   | FC Santa Coloma       |
| 1997   | Principat               | 7–0                   | Sant Julià            |
| 1998   | Principat               | 4–3                   | FC Santa Coloma       |
| 1999   | Principat               | 3–1                   | FC Santa Coloma       |
| 2000   | Constel·lació Esportiva | 6–0                   | FC Encamp             |
| 2001   | FC Santa Coloma         | 2–0                   | Sant Julià            |
| 2002   | Lusitanos               | 2–0                   | Inter Club d’Escaldes |
| 2003   | FC Santa Coloma         | 5–3                   | Sant Julià            |
| 2004   | FC Santa Coloma         | 1–0                   | Sant Julià            |
| 2005   | FC Santa Coloma         | 2–1                   | Sant Julià            |
| 2006   | FC Santa Coloma         | 1–1 (11-esekkel: 5–3) | Rànger’s              |
| 2007   | FC Santa Coloma         | 2–2 (11-esekkel: 4–2) | Sant Julià            |
| 2008   | Sant Julià              | 6–1                   | Lusitanos             |
| 2009   | FC Santa Coloma         | 6–1                   | Lusitanos             |
| 2010   | Sant Julià              | 1–0                   | UE Santa Coloma       |
| 2011   | Sant Julià              | 3–1                   | UE Santa Coloma       |
| 2012   | FC Santa Coloma         | 1–0                   | Lusitanos             |
| 2013   | UE Santa Coloma         | 3–2                   | Sant Julià            |
| 2014   | Sant Julià              | 1–0                   | FC Lusitanos          |
| 2015   | Sant Julià              | 1–1 (bün:5-4)         | FC Santa Coloma       |
| 2016   | UE Santa Coloma         | 3-0                   | Engordany             |
| 2017   | UE Santa Coloma         | 1-0                   | FC Santa Coloma       |
| 2018   | FC Santa Coloma         | 2-1                   | Sant Julià            |

### Dicsőségtábla
| Klub                    | Győztes | Ezüstérmes | Győztes évek                                         |
| ----------------------- | ------- | ---------- | ---------------------------------------------------- |
| FC Santa Coloma         | 9       | 5          | 2001, 2003, 2004, 2005, 2006, 2007, 2009, 2012, 2018 |
| Principat               | 6       | 0          | 1994, 1995, 1996, 1997, 1998, 1999                   |
| UE Sant Julià           | 5       | 8          | 2008, 2010, 2011, 2014, 2015                         |
| UE Santa Coloma         | 3       | 2          | 2013, 2016, 2017                                     |
| Lusitanos               | 1       | 3          | 2002                                                 |
| Constel·lació Esportiva | 1       | 0          | 2000                                                 |
| FC Encamp               | 0       | 1          |                                                      |
| Inter Club d’Escaldes   | 0       | 1          |                                                      |
| Rànger’s                | 0       | 1          |                                                      |

## Lásd még
- Andorrai labdarúgó-szuperkupa

## Külső hivatkozások
- Kupadöntők és eredmények az rsssf.com-on (angolul)